# Bretstein
Bretstein is een plaats en voormalige gemeente in de Oostenrijkse deelstaat Stiermarken.
Bretstein telt 333 inwoners.

## Geschiedenis
Bretstein maakte deel uit van het district Judenburg tot dit op 1 januari fuseerde met het district Knittelfeld tot het huidige district Murtal. Op diezelfde dag fuseerde Bretstein, Oberzeiring, Sankt Johann am Tauern en Sankt Oswald-Möderbrugg tot de gemeente Pölstal.
- Gemeinsame Normdatei: 7564817-9
- Virtual International Authority File: 245870709